# Xyris eleocharoides
Xyris eleocharoides är en gräsväxtart som beskrevs av Robert Kral och Lyman Bradford Smith. Xyris eleocharoides ingår i släktet Xyris och familjen Xyridaceae. Inga underarter finns listade i Catalogue of Life.